# Wierzbno (Boguchwałów)
Wierzbno – przysiółek wsi Boguchwałów w Polsce, położony w województwie opolskim, w powiecie głubczyckim, w gminie Baborów.
W latach 1975–1998 przysiółek administracyjnie należał do ówczesnego województwa opolskiego.